# سیارک ۱۲۴۰۹
سیارک ۱۲۴۰۹ (به انگلیسی: 12409 Bukovanska، نامگذاری:1995SL3) دوازده هزار و چهارصد و نهمین سیارک کشف شده‌است که در ۲۸ سپتامبر ۱۹۹۵ کشف شد.
قدر مطلق سیارک برابر ۱۵٫۷۰ است.